# Mallakastër distrikt
Mallakastras distrikt (albanska: Rrethi i Mallakastrës) var ett av Albaniens 36 distrikt. Det hade ett invånarantal på 40 000 och en yta på 325 km². Det var beläget i södra Albanien, och dess centralort var Ballshi.